# 1307 en santé et médecine
| Années de la santé et de la médecine : 1304 - 1305 - 1306 - 1307 - 1308 - 1309 - 1310    |
| Décennies de la santé et de la médecine : 1270 - 1280 - 1290 - 1300 - 1310 - 1320 - 1330 |

Cet article présente les faits marquants de l'année 1307 en santé et médecine.

## Événements

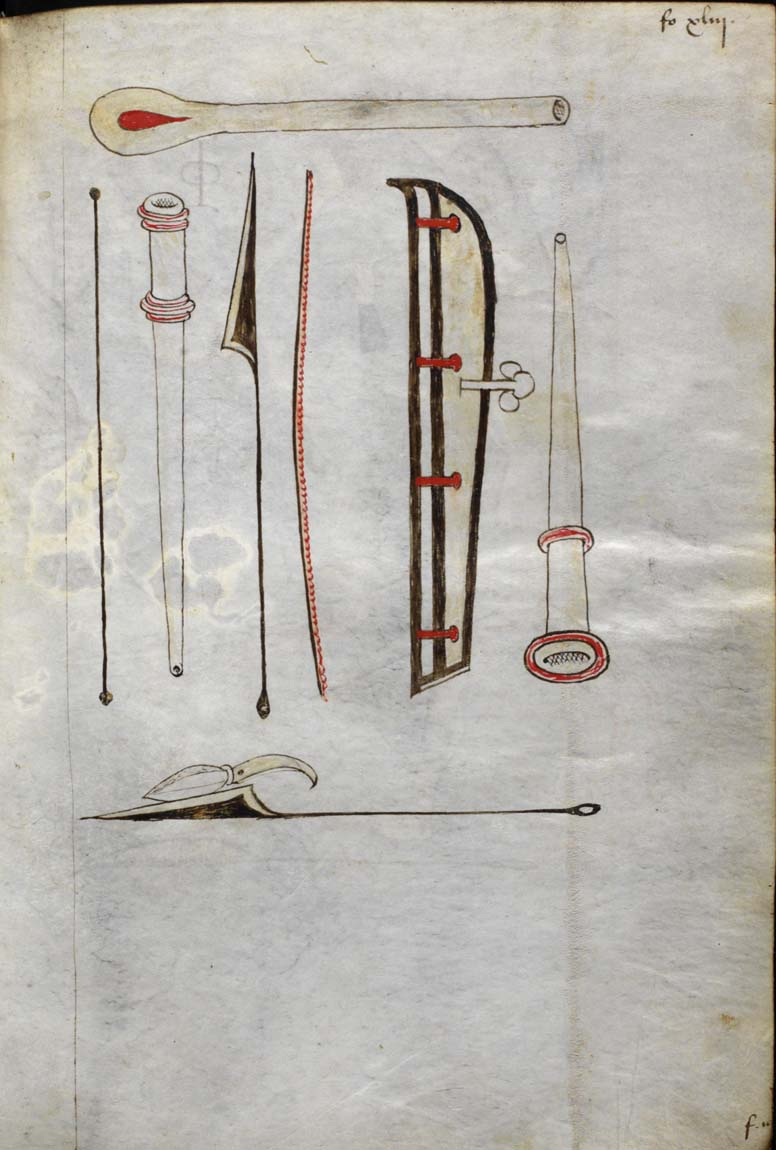
Jean d'Arderne
Instruments chirurgicaux

- Denis Ier, roi de Portugal, fonde la première chaire de médecine de l'université de Coimbra[2].
- Fondation à Berne, ville libre du Saint-Empire,  du grosse Spital (« grand hôpital »), qui deviendra Burgerspital (« hôpital des bourgeois ») en 1528[3].
- Une aumônerie ou maison-Dieu est attestée à Bressuire, en Poitou, hors les murs, sur l'actuel boulevard du Guédeau[4].
- Un hôpital ou maison-Dieu est attesté à l'Étang d'Amel, près de Senon, en Lorraine[5],[6].
- Fondation, près de la ville minière de Schwaz, du premier hôpital du Tyrol en Autriche, établissement qui est à l'origine de la faculté de médecine d'Innsbruck, devenue université de médecine[7].
- Fondation à Luxembourg de l'hôpital Saint-Jean, dont le site est aujourd'hui occupé par le Musée national d'histoire naturelle du Luxembourg[8].
- Fondation supposée de l'hôpital Sainte-Marie-Madeleine (Hospital of St. Mary Magdalene) à Wilton dans le comté de Wiltshire en Angleterre[9].

## Personnalités
- Fl. Bonfils, médecin juif de Sauve, en Languedoc[10].
- Fl. Ebredenus, chirurgien, qui dépose dans une affaire criminelle à Digne, en Provence[10].
- Fl. Guillaume, barbier d'Étienne Béquart, archevêque de Sens, qui lui lègue quarante livres tournois[10].
- Vers 1307 : fl.  Étienne de Nogent, à Paris, rue Simon-le-Franc et Ambroise, clerc, propriétaire à Drancy, tous deux médecins du roi Philippe le Bel[10].
- 1307-1336 : fl. Étienne Dufresne, médecin et familier de Jeanne de Bourgogne[10].

## Publication
- Jean de Gaddesden (1280-1361) médecin anglais, achève la rédaction de la Rosa medicinae[11].

## Naissance
- Jean d'Arderne (mort en 1392), considéré comme le père de la chirurgie en Angleterre[11].